# 小林繁
小林 繁（こばやし しげる、1952年11月14日 - 2010年1月17日）は、鳥取県東伯郡赤碕町（現・琴浦町）出身のプロ野球選手（投手）・コーチ、解説者・評論家、スポーツキャスター・タレント・俳優。

## 経歴

### 少年時代
8歳の時に父親から野球用のグラブを渡され、キャッチボールを日課とするようになった。小学校時代にソフトボールをプレーし、中学時代は野球部に所属。当時は胃腸が弱かったこともあり、身長170cmに対して体重が50kgほどしかなかった。

### 由良育英高校時代
中学卒業後の1968年に由良育英高校へ入学し、野球部に入部。当時監督を務めていた牧野紀史は当時の小林について、「特にボールが速かったわけではない。コントロールは悪くなかったが、抜群に良いというほどでもなかった」、「投げるボール自体は大したことはない」、「『どうしても欲しい』と思うようなピッチャーではありませんでした」と語る一方、「印象的だったのは、マウンドで常に小林は冷静だった」、「タテに割れるカーブを織り交ぜて、相手バッターのタイミングを上手く外す。投球技術は中学生離れしていました」と評している。身体面では並外れたバネが印象に残っているという。2年次の1969年までは1学年上の竹中昭がエースを務め、小林は投手としての練習を続けながら外野手として試合に出場。牧野は三塁手としての起用も打診したが、小林はこれを断り、自分より球威も球速もあるボールを投げる竹中に対抗するためにオーバースローからサイドスローへの転向を図った。転向後は球威・球速ともに向上し、今度はシュートを習得したが、サイドスローへの転向の背景には「右肩痛を避けるため」という理由もあった。
3年次の1970年にはエースとしてチームを牽引するが、同年5月2日付「日本海新聞」は、由良育英高校を「小林投手のワンマンの感じが強い」と評している。同年は春季中国大会県予選決勝に進むが米子東高に敗退し、夏の甲子園県予選は準決勝で米子工に敗れ、東中国大会には進めなかった。当時は練習試合で、審判の判定に文句を付けるなど、負けん気が強く鼻っ柱の強い性格を露わにしていた一方で幼少期からの胃腸の弱さがたたり、夏の県予選ではスタミナ切れに悩まされていたという。

### 全大丸時代
夏の県大会に敗れ進路が定まらない中、関西大学野球部の木嶋一黄主将の誘いを受け、同部のセレクションを受ける。ここで小林は高評価を得、スポーツ推薦による入学を確実なものにしたが、関西大学が突如スポーツ推薦枠を廃止し、入学は立ち消えとなった。推薦枠の廃止は当時の大学紛争の影響であったというが、小林は関大の練習にも参加していた。同様に練習に参加しながら推薦枠廃止で進学しなかった選手に田尾安志がいる（同志社大学に進学）。当時、関大に在学していた山口高志とは後年まで親交があった。推薦廃止後は大学卒業後の大丸入社が決まっていた木嶋に再び声をかけられ、1971年に同社へ入社。神戸店に勤務し、当初は呉服売り場に配属され、当時女性客や店員の間でその容姿が話題になったという。勤務の傍ら、同社の社会人野球チーム「全大丸」でプレーすることとなった小林は当初「ギリギリで入れてもらえた」と感じていたが、実際には小林の実力は高く評価されていた。配属先の神戸店では練習後の業務が免除されていたのがその証拠であるが、この時期に小林は球種を増やすために腕の位置を下げ、アンダースローに近いフォームで投げるようになった。これにより、カーブの曲がりもそれまでより良くなった。タメを深くつくる投球モーションは明らかにアンダースローのそれであったが、ボールを離すまでの腕の軌道はサイドスローであった。小林のフォームは一般にはサイドスローと表現されることが多いが、小林の物真似をしていた明石家さんまが「Mr.アンダースロー」というタイトルのレコードを出したように一部ではアンダースローと表現されていた。
入社1年目の1971年5月、巨人の伊藤菊雄スカウトは、日本石油との練習試合に登板した小林に目を留めた。幼い頃からの巨人ファンであったが、体格に恵まれないためプロ野球選手になるのは無理だと考えていた小林は、都市対抗京都予選に向けた練習中に伊藤に引き合わされ、大いに驚いた。チームは京都予選を勝ち上がることはできなかったが、大会後近鉄や南海も小林に注目するようになった。しかし小林には、依然として胃腸の弱さの問題があり、夏になると体調を崩すのが常であったため、体力面でプロ野球でシーズンを通じて活躍できるかどうか不安があった。また、都市対抗京都予選を突破して全大丸に恩返しがしたいという思いもあったことから、プロ入りする意思のないことを宣言した。小林の宣言を受けて、近鉄と南海は同年のドラフトでの指名を回避したが、巨人は6位で指名。小林は事前の宣言通り入団を辞退したが、巨人側には指名により1年間の交渉権を確保し、都市対抗終了後に入団させる狙いがあった。
2年目の1972年3月に京都社会人春季大会で同大会史上2人目のノーヒットノーランを記録し、5月の京都市長杯争奪社会人野球大会でも準決勝・決勝で完封するなど順調な仕上がりで6月の都市対抗京都予選に臨んだ。チームは3戦全勝の成績で3年ぶりの本大会出場を決め、小林は決勝リーグで前年に敗れた日本新薬を1失点に抑えて完投勝ちを収めた。7月の都市対抗では1回戦で電電東北を相手に先発、5回を1失点に抑えるが惜敗。その後に小林は伊藤に巨人入団の意思を伝えた。11月17日に正式に入団が発表された。小林にはもう1年全大丸でプレーし、次回のドラフト会議でより上位での指名を狙う選択肢もあったが、巨人から指名を受けられるという保証はなかったため、巨人ファンの父親に喜んでもらいたいという思いを優先させた。入団に際し小林は、当時の制限最高額である1000万円の契約金を要求。900万の契約金と、1年目に1勝すれば100万円を加えるという条件を勝ち取った。

### プロ野球選手時代

#### 読売ジャイアンツ時代
入団前はプロの練習にも付いていけるのではないかという自信を持っていたが、巨人の練習は想像以上に厳しく、筋肉痛に耐えながらついていくのが精一杯であった。それでも春季キャンプのうち5日間は一軍で過ごした。初めて一軍で練習を行った日、小林は長嶋茂雄や王貞治ら一軍選手が持つ雰囲気に圧倒され、「どんな練習をしたかも覚えていない」ほどの緊張を味わいながら、「ここがプロなんだ、ここが野球で金を稼げる場所なんだ」と感じたという。後に阪神でチームメイトとなる江本孟紀は小林の肉体を「3本ずつのハリガネを1本の束にしてより上げ、ハガネにし、さらにそのハガネを束にしたような筋肉でつくられていた」と評しているが、小林によるとそれは入団した年の練習で培われたものであった。
1年目の1973年は二軍で7勝5敗10セーブ・防御率2.43の成績を挙げ、イースタン・リーグの優勝投手にもなった小林は、9月26日の中日戦（後楽園）で一軍初登板。チームが負けている場面で3回リリーフ登板し好結果を残した後、10月11日の阪神戦（後楽園）に6番手で登板し、1イニングを無失点に抑えた。この試合は巨人のリーグ優勝を左右する試合といわれ、日本テレビ系列で放送予定枠を超えて放送されるなど野球ファンの注目を集めており、小林の存在が知られるきっかけとなった。シーズン終了後、小林は恩師の牧野に「どうやらプロでやっていけそうです」と報告している。
2年目の1974年1月、小林は交際していた大丸時代の元同僚の女性と結婚（後に離婚）。小林は入団と同時に結婚するつもりでいたが、川上哲治監督から1年間結婚を遅らせて野球に打ち込むよう諭され、結婚を延期していた。同年から背番号40を19に変え、一軍に定着するようになる。
1975年、川上に代わって長嶋が監督に就任した巨人は球団創設以来初めてセ・リーグ最下位となり、シーズン終了後に小林は新任の杉下茂一軍投手コーチに反発して引退を決意し、プロゴルファー転向を考えたことがある。多摩川グラウンドで行われた秋季練習において、緊張をほぐそうと小林が新浦寿夫と室内練習場でふざけ合ったところ杉下が「ふざけるな、この馬鹿者が! オレがよしというまで外で走っとけ!」と怒鳴られて、雨中を3時間にわたりランニングさせられた。「もう許してもらえるだろう」と思った2人がランニングを終えた時には練習は終了しており、小林・新浦を除く選手や杉下はグラウンドから引き上げていた。これに反発した小林は、杉下の前任である宮田征典二軍投手コーチに電話をかけて引退する旨を伝え、ゴルフクラブを購入するなど練習を休んでプロゴルファー転向の準備を進めたが、チームメイトの高橋良昌から電話で「コバよ、事情は分かった。辞めるのは止めない。だけどお前、一度でも死ぬ気になって野球に取り組んだことがあるか? もしないのなら一度でいいから死に物狂いでやってみろ。辞めるのはそれからでも遅くないんじゃないか?」と諭されて翻意。高橋の勧めに従って杉下に謝罪し、練習に復帰した。
1976年に張本勲・加藤初らをトレードで獲得するなど戦力補強を行った巨人は、2年ぶりのリーグ優勝を果たした。小林は18勝、防御率2.99といずれもリーグ2位の成績を挙げ、10月16日の広島戦（広島市民）に救援登板して胴上げ投手となるなど活躍した。阪急との日本シリーズでは全7試合中6試合に登板、2勝1敗1セーブを記録する。1977年も巨人はリーグ優勝を果たし、小林は前年と同じく18勝（防御率2.92）を挙げた。最多勝、最優秀防御率のタイトルは獲得できなかったものの沢村賞を受賞し、ベストナインに選出された。同年の阪急との日本シリーズでは全5試合中4試合に登板。第1戦で日本シリーズ初先発を果たし山田久志と投げ合うが、早々に打込まれ2回で降板、敗戦投手となる。

#### 江川事件
1978年11月20日、巨人は「入団交渉期間はドラフト会議当日から翌年のドラフト会議前々日（2日前）まで」とする野球協約の盲点を突く形で、前年のドラフト会議でクラウンライター・ライオンズから1位指名を受けた江川卓とドラフト会議前日にあたるこの日にドラフト外入団契約を取り交わした（江川事件）。
しかし、江川と巨人との入団契約をセ・リーグ会長の鈴木龍二は認めず、これに反発した巨人はドラフト会議をボイコットする。ドラフト会議では阪神タイガースが江川との交渉権を獲得したが、巨人は「全球団が出席しないドラフト会議は無効」と主張し、江川の地位保全を求める仮処分申請を東京地方裁判所に対し行うと同時に日本野球機構を脱退し新リーグ設立を画策した。
12月21日、日本野球機構コミッショナーの金子鋭は「ドラフト会議は有効」とする見解を示し、「タイガースが江川に対する交渉権を有する」とする裁定を下したが、翌日になって「江川には一度阪神と入団契約を交わし、その後すぐに巨人にトレードさせる形での解決を望む」という「強い要望」を表明した。一連の経緯に世間は反発すると同時に、江川のトレードの相手がどの選手になるかに関心が集まった。トレード期限は1979年1月31日に設定され、新浦寿夫、高田繁、淡口憲治、西本聖らと共に小林の名も取り上げられた。新浦は「私の代わりです。阪神は私を要求したらしいですが、長嶋監督が断って小林さんが行くことになったと聞いています。私なんか大した成績ではなかったのですが阪神戦はいいところで抑えた印象があるみたいで。それでも彼は反骨心の強い人間ですから、移籍1年目に巨人戦で活躍したでしょう。」と述べている。なお、当初は江川と巨人の間では金銭トレードで話を進める取り決めになっていた。
巨人のキャンプは2月1日に始まる予定であった。その前日である1月31日午前、小林はキャンプ地である宮崎へ飛行機で移動するため、都内のホテルから羽田空港に到着してチームメイトに合流しようとしたが、そこへ球団事務所庶務部長と球団職員によって呼び止められ、そのまま社旗を付けたハイヤーに乗せられてホテルニューオータニへと連行された。ハイヤーを目にした時、小林は「え?オレか?これが現実なのか?」と動揺し、「そうか、トレードは本当にあったんだ。俺だったのか」と気付いたという。それまで小林には「まさかジャイアンツがそんなことはしないだろう。それをやっちゃあジャイアンツも終わりだよ」という思いがあった。ホテルの一室には球団社長の長谷川実雄がおり、長谷川は小林に対して「君が了承してくれないとジャイアンツはセ・リーグを出ていかなくちゃいけないんだ」、「何とか事情を汲み取ってもらいたい」と述べた。小林によると長谷川の口調は事務的で、決定事項の伝達のように感じられたという。球団は30日に小林をトレード要員とすることを決め、小林の自宅へ電話をかけて連絡をとろうとしたが小林はホテルへ、家族も神戸へ移動していたため連絡がつかず、空港で小林を待ち受けることになった。
小林は数時間かけて考えた末、トレードに同意し、2月1日午前0時に都内の球団事務所で記者会見を開いた。スポーツライターの近藤隆夫は、なし崩し的に阪神に入団させられることを警戒していた江川が午後4時20分に阪神との間で入団契約を結んでいることから、この時間帯には小林が移籍に同意していたのだろうと推測している。記者会見で小林は、阪神への移籍に同意した旨を発表して「犠牲になったという気持ちはありません。僕自身、今でも巨人が好きです。江川君は話がうまくいったんだから、これから大変だと思うけれど、巨人の一員として頑張ってもらいたい」と語るなど毅然と振る舞った。しかしそれは「冷静にふるまっている自分を見せようとしていた」に過ぎず、内心では「もう早く解放してくれ」と思っていたという。トレードに伴い、第三者の働きかけで
1. 功労金3000万円支払い
2. 引退時に日本テレビと巨人軍が就職斡旋

などの「覚書」が結ばれたが、文書は球団が作成・保管して小林は一度も見たことはなかったとしている。また、実際に履行されたのは功労金の支払いだけで、中畑清の引退時に日本テレビ解説者就任を小林が要望した際に、球団オーナーの正力亨から「あの件はもういいね?」と言われ、小林は承諾した。これについて小林は「僕は将来の身分保証を平気で返しちゃうような人間だから、お金で動いたわけではないんです」と述べている。
会見後、小林はチームメイトに挨拶して荷物を取りに行くために宮崎へ行こうとしたが、「君が行けばまた騒ぎになるし、選手たちも精神的動揺をきたすかもしれない」と球団から止められた。
なお、2月8日に開かれたプロ野球実行委員会で巨人の行動は他球団から強く非難され、前年12月22日の金子による「強い要望」と小林 - 江川のトレードは白紙撤回され、
1. 小林は改めて阪神へトレードする
2. 江川の巨人への移籍は開幕日まで認めない
3. 巨人は6月まで江川の選手登録を自粛する

といったことが決定された。また、金子はコミッショナーを辞任した。
これをもって江川事件は一応の終結を迎えたとされるが、小林の中で終結したのは、1987年に江川が現役引退を発表した日にオーナーの正力亨から電話で「江川が今日で辞めたよ。君にだけは報告しておく。キミには苦労をかけてしまった」と謝罪を受けた時だったという。小林はこの事実をテレビ番組の中で公表した。

#### 阪神タイガース時代
2月10日、小林は大阪市内で記者会見を開き、阪神タイガースへの入団を発表。背番号は小林の強い要望により、巨人時代と同じ「19」に決まった。会見を終えた小林はすぐさま阪神のキャンプ地である高知県安芸市へ向かった。地元のラジオ局は小林の到着を臨時ニュースとして報道し、翌2月11日には「悲劇のヒーロー」を見るために当時の安芸市の人口の半分にあたる1万2000人がキャンプ地の球場に詰めかけた。当時阪神の主力選手だった掛布雅之によると、キャンプでの最初のミーティングの際、小林は挨拶で「巨人には伝統があるけれど阪神には伝統がない」と発言したという。掛布はそれに対して「悔しかった」「なに言ってんだ」という印象を抱いたが、後年になって小林の真意は「勝利への執着心の差」を指摘したものではないかと述べている。
小林は巨人への未練に苛まれながらも「ジャイアンツだけには負けたくない」と思うようになり、巨人戦に合わせて自分のローテーションを組むよう、監督のドン・ブレイザーに直訴。開幕2戦目となる4月10日の甲子園球場での試合を皮切りに、巨人戦8連勝を飾り「巨人のエースの怖さ」をまざまざと見せ付けた。トレード前、小林には「自分はジャイアンツに必要なピッチャーなんだ」という自負があったが、江川との交換要員となったことで「小林を出してでも江川を獲りたい」、「小林よりも江川のほうが戦力になる」と球団側が判断したのだと考え、プライドを大きく傷つけられていた。巨人戦に登板した時の小林は普段見せるクールな態度を捨ててベンチ裏で声を出して気合を入れるなど、闘志をむき出しにした。また、巨人戦に登板する日はピリピリした雰囲気を漂わせ、新聞記者は球場入りした姿を見ただけで小林がその日の試合に先発することがわかったという。この年、小林は22勝、防御率2.89という成績を挙げ、2年ぶりに沢村賞（史上2人目の複数球団での沢村賞達成）及びベストナインを獲得した。掛布雅之は、小林が移籍初年にこの成績を残したことについて「巨人への意地のようなものを示した」と述べ、「生え抜き」で4番打者の自分に対して「こういう人に負けられない」というプレッシャーになったと述懐している。しかし小林自身は後に、この年のシーズンを以下のように否定的に振り返っている。
移籍2年目の1980年8月16日、後楽園球場で行われた巨人戦で初めて江川と投げ合った。3失点で完投した江川に対し小林は5回4失点で降板、試合は巨人が勝利し江川が勝利投手となった。試合後、江川が興奮した様子を見せたのに対し、小林は以下のようにコメントした。
小林は「去年ぶつかっていたら、こっちが勝っていたね。でも何か、巨人に対する意識が自分の中で変わりすぎちゃったよ」とも語った。近藤隆夫によると実際に小林はこの頃から、巨人戦の前であっても以前のようにピリピリした雰囲気を漂わせなくなった。近藤は「小林が心底から燃えてマウンドに立つことができたのは実際のところ、移籍1年目の79年だけだったのかもしれない」と述べている。1980年以降も小林は毎年2桁の勝利数を挙げたが、巨人戦では5勝15敗と負け越している。小林によると、1980年以降巨人で若手選手が台頭して「同じジャイアンツのユニフォームを着ている別のチーム」になったことも、当初の「みなぎるような気持ち」が薄れることにつながったという。
1982年離婚。最初の妻とは江川事件の前夜に大喧嘩し、喧騒の中で関係修復の機会もないままであった。
1982年シーズン終了後、小林は「来シーズン、15勝できなかったらユニフォームを脱ぎます」と宣言した。この発言は次のシーズンへ向けた意気込みの表れと受け取られたが、小林は本当に引退を意識していた。原因の一つは右肘にあった。小林の右肘は1978年頃からまっすぐに伸ばすことができなくなり、82年には内側に強く曲げることができなくなった。さらに81年頃から下半身の踏ん張りが利かなくなり、肩の力に頼って全力投球を続けたことで右肘の状態はさらに悪化した。また、年俸が上がらず巨人時代に経験した「チームとして勝つための野球」も経験できない中、江川事件以来ついて回る「悲劇のヒーロー」というイメージにも嫌気がさし、「好きな野球をやっているんだ」という感覚、野球に対する情熱を失いつつあった。また、この頃になると田淵幸一の放出に象徴される阪神の選手に対する扱いの冷たさや昇給に消極的な姿勢にも嫌気が差すようになり、かつてのチームメイトに「巨人に帰りたい」と漏らすようになっていたことがスポーツニッポンにて報道されている。1983年7月には、大阪・北新地に飲食店を開業するなど、引退後を見据えたビジネスにも乗り出していた。
1983年シーズン開幕後、小林は15勝できるかどうかが判明する前に引退を決意することになった。6月25日の中日ドラゴンズ戦で、それまで「カモ」にしていた中日の大島康徳に「自信を持って投げた」インコースのシュートをホームランされる。この時小林はプロ野球選手になってから初めて、「ガクッと膝が抜け落ちるような虚脱感」に襲われたという。直後の7月初めに、小林は当時日刊スポーツ記者だった井坂善行に「オレ、辞めるよ」と引退の意向を打ち明けている。その後も小林は大島に打ち込まれ、8月に引退を決意した。引退時の心境について、小林は以下のように語っている。
引退の真の理由が右手の血行障害であったことを、小林はチームメイトの川藤幸三にだけ打ち明けていた。10月29日現役引退を表明した。

### 引退後
引退後はTBS野球解説者（1984年 - 1991年）を務め、テレビの『JNNスポーツチャンネル』『筑紫哲也 NEWS23』各番組でスポーツキャスターを務めた。小林曰く、野球解説で用いる「見せ球」、「差し込まれる」といった表現は自身が考案したものだと言われている。タレント・俳優としても活動し、プロ野球選手であった頃を上回る年収を手にするようになった。1985年に阪神が日本シリーズを制した際には祝勝会を取材中、チームメイトでロッカーが隣であった川藤に「お前はタイガースの一員じゃ」と言われ、ビールをかけられた。
1992年には料理研究家の小林久美子と再婚するが、1993年から2年間、フランスで料理の修業をするなどし、別居生活が続いた。
1995年から1996年までは朝日放送テレビ・朝日放送ラジオ・サンテレビジョン野球解説者を務めたが、その間の1995年7月には川上からさわやか新党の候補者として第17回参院選に立候補するよう依頼され、妻からの資金的援助も得て同党代表として比例区第1位で立候補するも落選。党の得票率は1%に満たなかったため、供託金は没収、広告費用は自己負担となった。立候補のためにテレビ・ラジオの番組やCMは全て降板しており、小林は大きな経済的ダメージを被った。さらにバブル景気崩壊により、現役時代から行っていた飲食や不動産事業などの経営状況が悪化、借金を抱えることになった。
1997年からは近鉄バファローズ一軍投手コーチに就任。14年ぶりのユニフォームであった同年は3位入りに貢献するも、1998年に5位に沈んだ責任と監督の佐々木恭介と折り合いが合わず、1999年は二軍バッテリー総合コーチに降格となった。
2000年に梨田昌孝が監督に就任して以降は一軍投手コーチに復帰し、一軍打撃コーチになった真弓と共に「男前3人衆」として大人気となり、近鉄百貨店のポスターにも載った。
2001年には弱体投手陣の苦しいやりくりの末にパシフィック・リーグ優勝に貢献するも「チーム防御率4.98は投手コーチの責任」という声が上がり、シーズン中に球団事務所や球場にまで借金の取り立て屋が押し掛けるなど前述の借金問題もあって、優勝チームのコーチにも関わらず同年限りで退団。
在任中は岩隈久志に技術的指導だけでなく精神面の大切さを叩き込み、結果が良くなかった時には『気持ちで投げろ』、初先発で3回に5点も取られて降板した際には『かわすんじゃなくて、もっと気迫のこもったボールを投げるように』とアドバイスしている。
近鉄退団後は川藤の紹介で福井県あわら市のゴルフ場支配人を務め、その間にはJ SKY SPORTS野球解説者を務めることもあった。
川藤の後援者が経営するゴルフ場では、芝の管理、ゴルフバッグの降ろし、運搬、清掃、フロント業務などを懸命に務め、熱心な働きぶりが買われ、半年後には支配人を任されるようになった。娘ほども年の違う3度目の結婚相手とも出会ったが、2003年9月には東京地方裁判所に自己破産を申請、ゴルフ場の支配人を辞した。小林は当時の負債額について「1台数億円する外車2台分」と語っている。
その後は福井市の中心部から大分外れたところにある、ごく庶民的なアパートで暮らしながら、自動車は使わず自転車に乗り、郊外の量販店で買い物をした。選手年金と、時々口がかかる講演、スポーツ紙の手記などで生計を立てる日を続けるが、3人目の妻と福井で暮らしていることを知る人は少なく、町で見かけても声をかけるような人はほとんどいなかった。
2006年には東京スポーツ専属評論家を務め、野球面に「小林繁の細腕波乱半生記」を連載。
この頃からV9時代のチームメイトの紹介で少年野球チーム「オールスター福井」の指導を頼まれ、手を貸すことになった。小林は指導はしても、謝礼のようなものは一切受け取らず、チーム代表がいくらなんでも申し訳ないと思い10万円を包んだことがあったが、小林は「受け取ったらずっと教えなきゃならなくなる」といって笑い、受け取らなかった。
週5日の練習に毎日顔を出し、自宅から離れた練習場に歩いてやってきて、自らノックバットを握り、投手よりも野手の指導に熱心であった。指導だけでなく試合にも同行し、チームのバスに一緒に乗って、片道8時間の遠征に出かけたこともあった。資金が潤沢なわけではないため、遠征すると泊るのはいわゆる少年の家みたいな施設であり、三段ベッドに寝たり、広い部屋に雑魚寝のような状態でも平気であった。小林は、チームの少年たちを、かならず苗字ではなく名前で呼び、礼儀にやかましく、技術指導でも手を抜くことはなかった。「おはよう、ありがとうをいわない子はウチに来るな」というのが口癖であった。
情熱的な指導は間違いなく浸透し、チームのレベルは上がり、県内の強豪校に進む子供も増えた。
2007年には韓国KBO・SKワイバーンズ二軍投手インストラクターに就任   し、アジアシリーズ韓国代表の土台となった強力投手陣を築いた。
2008年もSK臨時投手コーチを務め、東スポで企画「小林繁のキャンプ点検」を連載したほか、同年にはかねてから特別コーチとして指導をしていた少年野球チーム「オールスター福井」の総監督に就任。
2009年からは北海道日本ハムファイターズ二軍投手コーチに就任。鎌ケ谷の球団寮に住み込み、自身の野球論を連日のミーティングで若い投手に伝え、選手は小林の話を自筆でノートにとって消化していった。その中の一人であった吉川光夫は「ポイントを締める」というアドバイスをヒントにし、ダルビッシュ有が抜けた2012年にエースとして14勝を挙げて優勝に貢献している。江尻慎太郎・糸数敬作をオーバースローからサイドスローに転向させた。
ファイターズ二軍コーチ就任後もオールスター福井のことを気にかけ、オールスター休みには福井に来て練習を見て、前と同じように熱心に指導した。使用済みの硬球をファイターズから貰い受けてチームに送ることも再三であった。
ほぼ文句のつけようのない指導者であったが、代表や監督と飲む時は大体朝までになり、飲んでも次の日の練習には出てくるため、代表や監督は付き合うのが相当きつかった。女性のいるような店には行かず、人の多い賑やかな店も嫌いで、こぢんまりした居酒屋で飲むのが好きであり、巨人時代の思い出話を肴にごく庶民的な値段の焼酎を飲んでいた。
2009年のシーズン終了後、小林は福井へ戻り、オールスター福井の指導を行い、第87回選抜高等学校野球大会で優勝した敦賀気比高校の平沼翔太や山本晧大などを育成した。

#### 江川との和解
小林は1999年発行の『元・巨人　ジャイアンツを去るということ』の中で、江川について、「江川個人に対する恨みつらみはない。ただ、他人の人生を変えてしまったことは、まぎれもない事実です」「一人の人間のとった行動が、別の誰かの人生を全く違う方向に押しやってしまったわけですよ。そういうわだかまりみたいなものはやっぱりあります」と述べた上で、次のように語っていた。
2007年の秋、博報堂が黄桜のCMを手掛け、江川と小林が日本酒を飲みながら対談する企画が持ち上がった。当初小林は「いまさらコマーシャルに出るつもりはない」「俺がやると言っても、江川君はどうなの?断ると思うよ」としたが、江川の「小林さんさえよければやりたい」という意向を聞いて承諾した。CMのテーマは両者の和解であった。
事前打合せ無しのまま対談収録がスタート。小林と江川はそれまで殆ど直接会話をしたこともないことから、江川は「謝罪」をテーマに収録に臨み、「本当に長い間、申し訳ございませんでした」と乾杯前に謝罪した。それに対し小林は「謝ることないじゃん!」と返答し、「しんどかったやろなぁ。俺もしんどかったけどな。二人ともしんどかった」と江川に語り掛けた。また、小林は本編で盃を傾けながら「（今回のCM出演で）ホッとする時間を作って頂けた。残りの人生が少し違ったものになるんじゃないかな」と話している。
小林は対談後、江川について以下のように語っている。

#### 突然の死
2010年より日本ハムの一軍投手コーチに昇格し、前夜も、自室で今季から加入する新外国人投手のDVD映像を見てキャンプへ備えるなど新シーズンへ向けて準備を進めていたが、キャンプインを2週間後に控えた1月17日、福井市内に黄桜CMのギャラを頭金にして購入したマンションで「背中が痛い」と体調不良を訴え、福井県立病院に救急搬送された。病院搬送時には心肺停止状態であり、蘇生措置が施されたが午前11時頃に心筋梗塞による心不全で死去した。57歳没。前日には日本ハム本社のイベントに出席。いつもと変わらぬ元気な姿を見せており、突然の訃報は各界に大きな衝撃を与えた。19日に通夜、翌20日に告別式が福井市内でそれぞれ営まれ、巨人時代の盟友だった新浦壽夫を始めとする関係者や友人など約500人が参列。喪主は内縁関係にあった女性（小林にとっては事実上3番目の妻）が務めた。法名は「球愛院釋静繁」。
3月3日、札幌ドームで行われた日本ハムと阪神の試合が「小林繁追悼試合」として行われた。同じく3月、鳥取県倉吉市のショッピングモール「パープルタウン」で追悼展『ありがとう 小林繁投手』が開催された。
遺骨の一部は福井県吉田郡永平寺町東古市の本覚寺に納められており、2016年1月の7回忌にあたり、総監督を勤めたオールスター福井によって、菩提寺である本覚寺に記念碑が建立された。

## 選手としての特徴
阪神に移籍した頃に日本のプロ野球界にスピードガンが導入されたが、小林の投げる球の速さは最速で時速130キロ台後半であった。小林は自身について、「野球選手としての、もともとの能力は、そんなに高くない」と評している。その上で、「カラダのあるピッチャーは80%の力を出しただけで俺よりも10キロ以上も速いボールを投げることができるが、俺はあのスピードしか出ないけれど一球一球を常に120%の力を出して投げていた」と述べている。
小林のピッチングフォームは王貞治の一本足打法を参考に構築されたもので、「カラダを沈みこませるようにして一本足の状態で一度深くタメをつくり、そこからタメの時間を調整して相手打者のタイミングを外すようにして」投げるというものであった。小林曰く「世界一のバッターである王さんを抑えるにはどうすればいいか」と考えた結果編み出したフォームであったため、王は「一番投げやすい相手」だった。ジャイアンツ時代、小林は阪神のアンダースロー投手上田次朗を想定した打撃練習で投手役を務めていたが、王は小林の投げる球にタイミングが合わず、打撃練習の後で調子を崩すこともあった。阪神移籍後も小林は王に対して相性がよく、王は小林を攻略するために一本足打法を封印し、二本足で打席に立ったこともある。
阪神時代に小林とバッテリーを組んでいた若菜嘉晴は小林について「牽制球が上手く投げられなかった」と語っている。スナップスロー（手首を使って投げること）を苦手とし、1982年4月3日の横浜大洋ホエールズ戦では打者高木嘉一を敬遠しようとして投げたボールが三塁側に逸れて暴投となり、サヨナラ負けを喫している。「敬遠暴投によるサヨナラ負け」は、1952年に金田正一が記録して以来、2例目であり、開幕戦では史上初であった。
掛布雅之によると、ピンチになってもマウンドに内野手が集まることを拒み、「それがオレの美学だ」と言っていたという。

## 詳細情報

### 年度別投手成績
| 年 度      | 球 団      | 登 板 | 先 発 | 完 投 | 完 封 | 無 四 球 | 勝 利 | 敗 戦 | セ 丨 ブ | ホ 丨 ル ド | 勝 率 | 打 者 | 投 球 回 | 被 安 打 | 被 本 塁 打 | 与 四 球 | 敬 遠 | 与 死 球 | 奪 三 振 | 暴 投 | ボ 丨 ク | 失 点 | 自 責 点 | 防 御 率 | W H I P |
| ---------- | ---------- | ----- | ----- | ----- | ----- | -------- | ----- | ----- | -------- | ----------- | ----- | ----- | -------- | -------- | ----------- | -------- | ----- | -------- | -------- | ----- | -------- | ----- | -------- | -------- | ------- |
| 1973       | 巨人       | 6     | 0     | 0     | 0     | 0        | 0     | 0     | --       | --          | ----  | 40    | 11.1     | 5        | 0           | 2        | 0     | 0        | 6        | 1     | 0        | 0     | 0        | 0.00     | 0.62    |
| 1974       | 巨人       | 44    | 9     | 2     | 1     | 0        | 8     | 5     | 2        | --          | .615  | 538   | 130.1    | 125      | 10          | 29       | 5     | 4        | 72       | 2     | 0        | 48    | 35       | 2.42     | 1.18    |
| 1975       | 巨人       | 28    | 12    | 3     | 1     | 1        | 5     | 6     | 0        | --          | .455  | 456   | 106.1    | 103      | 8           | 32       | 5     | 14       | 42       | 0     | 0        | 50    | 39       | 3.31     | 1.27    |
| 1976       | 巨人       | 43    | 29    | 7     | 1     | 1        | 18    | 8     | 2        | --          | .692  | 868   | 217.1    | 192      | 30          | 47       | 5     | 9        | 129      | 0     | 0        | 77    | 72       | 2.99     | 1.10    |
| 1977       | 巨人       | 42    | 30    | 11    | 3     | 0        | 18    | 8     | 7        | --          | .692  | 897   | 216.1    | 197      | 25          | 65       | 9     | 4        | 155      | 0     | 2        | 89    | 70       | 2.92     | 1.21    |
| 1978       | 巨人       | 43    | 31    | 5     | 0     | 2        | 13    | 12    | 2        | --          | .520  | 805   | 191.1    | 176      | 23          | 73       | 11    | 12       | 130      | 3     | 1        | 97    | 87       | 4.10     | 1.30    |
| 1979       | 阪神       | 37    | 36    | 17    | 5     | 2        | 22    | 9     | 1        | --          | .710  | 1129  | 273.2    | 227      | 23          | 75       | 7     | 15       | 200      | 4     | 0        | 101   | 88       | 2.89     | 1.10    |
| 1980       | 阪神       | 37    | 34    | 21    | 1     | 0        | 15    | 14    | 0        | --          | .517  | 1127  | 280.1    | 241      | 36          | 57       | 3     | 20       | 179      | 1     | 0        | 104   | 94       | 3.02     | 1.06    |
| 1981       | 阪神       | 32    | 30    | 17    | 2     | 2        | 16    | 10    | 2        | --          | .615  | 937   | 230.0    | 202      | 15          | 53       | 7     | 14       | 156      | 0     | 1        | 82    | 77       | 3.01     | 1.11    |
| 1982       | 阪神       | 27    | 25    | 4     | 2     | 1        | 11    | 9     | 0        | --          | .550  | 688   | 163.1    | 154      | 17          | 47       | 3     | 8        | 95       | 1     | 0        | 72    | 62       | 3.42     | 1.23    |
| 1983       | 阪神       | 35    | 32    | 9     | 3     | 2        | 13    | 14    | 1        | --          | .481  | 890   | 209.0    | 202      | 31          | 60       | 3     | 11       | 109      | 0     | 0        | 116   | 94       | 4.05     | 1.25    |
| 通算：11年 | 通算：11年 | 374   | 268   | 96    | 19    | 11       | 139   | 95    | 17       | --          | .594  | 8375  | 2029.1   | 1824     | 218         | 540      | 58    | 111      | 1273     | 12    | 4        | 836   | 718      | 3.18     | 1.16    |

- 各年度の太字はリーグ最高

### タイトル
- 最多勝利：1回 （1979年）

### 表彰
- 沢村栄治賞：2回 （1977年、1979年）
- ベストナイン：2回 （1977年、1979年）
- 最優秀投手：2回 （1977年、1979年）
- 月間MVP：1回 （1979年6月）

### 記録
初記録
- 初登板：1973年9月26日、対中日ドラゴンズ24回戦（後楽園球場）、7回表に3番手で救援登板・完了、3回無失点
- 初奪三振：同上、7回表に江藤省三から
- 初勝利：1974年4月20日、対中日ドラゴンズ1回戦（後楽園球場）、4回表に2番手で救援登板・完了、6回無失点
- 初先発・初完投勝利・初完封勝利：1974年5月26日、対広島東洋カープ9回戦（広島市民球場）
- 初セーブ：1974年6月2日、対ヤクルトスワローズ9回戦（後楽園球場）、9回表に2番手で救援登板・完了、1回無失点

節目の記録
- 1000投球回：1979年7月3日、対ヤクルトスワローズ13回戦（阪神甲子園球場）、9回表2死目に達成
- 100勝：1981年4月28日、対横浜大洋ホエールズ3回戦（横浜スタジアム）、10回2失点完投勝利　※史上79人目
- 1500投球回：1981年5月29日、対横浜大洋ホエールズ6回戦（横浜スタジアム）、9回裏1死目に達成
- 1000奪三振：1981年8月4日、対横浜大洋ホエールズ16回戦（横浜スタジアム）、4回裏に屋鋪要から　※史上62人目
- 2000投球回：1983年9月4日、対ヤクルトスワローズ20回戦（札幌市円山球場）、4回裏2死目に達成

その他の記録
- オールスターゲーム出場：7回 （1976年 - 1981年、1983年）
- 日本シリーズ登板試合：6（1976年）　※シリーズタイ記録
- 日本シリーズ連続無走者:23（1976年第3戦途中～第7戦）　※当時シリーズ記録（2007年第5戦山井大介が24に更新）

### 背番号
- 40 （1973年）
- 19 （1974年 - 1983年）
- 70 （1997年 - 2001年）
- 79 （2009年）

## 関連情報

### 著書
- 『男はいつも淋しいヒーロー』プロメテウス出版社、1983年。ISBN 4938499010。

- 『小林繁の楽しい野球：投手編』（小峰書店、1989年9月、ISBN 4338085053）

### 関連書籍
- 矢崎良一『元・巨人：ジャイアンツを去るということ』　ザ・マサダ、1999年。ISBN 4-915977-79-X。
- 近藤隆夫『情熱のサイドスロー：小林繁物語』　竹書房、2010年。ISBN 4-8124-4187-0。

### 連載
- 『小林繁の細腕波乱半生記』（2006年、当時専属評論家を務めた『東京スポーツ』で連載していた自伝。死去した2010年1月より『再録・小林繁の細腕波乱半生記』として再連載）[91][注 15]

### ディスコグラフィー
- 「亜紀子」（1979年）オリコン最高41位、キャニオンレコードによると発売1か月で10万枚突破[140]。B面は「夢に揺られて」。
- 「昨日の女」（1980年）
- 「まわり道」（1980年）
- 「しのび逢い」（1982年）
- 「ゆれて赤坂ナイトパブ」（小林繁&よしえ、1984年）B面は「可愛いあいつ」。

### 出演番組
※ゲスト出演含む
ラジオorテレビ
- プロ野球中継（各放送局） - 解説
  - TBS[注 16]制作・放送分（ラジオorテレビ） ※テレビ中継では、「スタジオキャスター」という肩書で出演する場合もあった[注 17]。
    - ABC解説者時代も火 - 木・土・日曜のラジオ中継に出演した場合はTBSラジオにネットされることがあった（月・金曜はニッポン放送にネット）

  - ABC[注 18]制作・放送分（ラジオorテレビ）
    - TBS解説者時代も火 - 木・土・日曜のラジオ中継に出演した場合はABCにネットされることがあった（月・金曜はMBSにネット）

  - サンテレビボックス席（サンテレビ。ABC解説者時代に出演）
  - J SKY STADIUM（J SKY SPORTS）

テレビ
- JNNスポーツチャンネル（TBSテレビ。メインキャスター）[注 19]
- 筑紫哲也 NEWS23（TBSテレビ。スポーツコーナーキャスター）[注 20]
- 料理天国（TBSテレビ。司会）
- 地球発19時（毎日放送テレビ。ナビゲーター）[注 21]
- どんまい!! VARIETYSHOW&SPORTS（日本テレビ。1994年4月 - 9月）

テレビドラマ
- 悪党狩り（東京12チャンネル。第13話「腕くらべ盗賊合戦」） ※阪神投手時代の1980年から1981年に放送。
- ビートたけしの学問ノススメ（1984年、TBSテレビ） - 芥川圭 役[注 22]
- パパはニュースキャスター（1987年、TBSテレビ）※本人役・ドラマ内で田村正和がメインキャスターを務めた、架空のニュース番組のスポーツキャスターとして出演[注 23]
- 赤い秘密（1985年、TBSテレビ）[146]
- 木曜ゴールデンドラマ「あなたは妻を救えるか」（1985年8月8日、読売テレビ）[147]
- 新春ドラマスペシャル「翔んでる警視II」（1987年1月3日、TBSテレビ）

ラジオ
- ゴールデンワイド（TBSラジオ）[注 24]
  - 日本列島盛り場ヒット情報（1984年10月10日 - 1985年4月3日、水曜20:00 - 20:55。TBS、HBC、CBC[注 25]、ABC[注 18]、RKBの共同制作） ※菅原牧子と共演。[注 26]
  - 日本列島おもしろヒット情報（1985年10月9日 - 1986年4月2日、水曜20:00 - 20:55。TBS、HBC、CBC、ABC、RKBの共同制作） ※菅原牧子と共演。[注 27]
- 小林繁のトワイライトタイム（1990年10月13日 - 1991年3月30日、土曜18:30 - 19:00、TBSラジオ）[149]
- マンデーナイトベースボール（1986年 - 1993年、TBSラジオ） ※ナイター中継枠のうち、試合予定のない月曜に放送[152]
- 吉田照美のやる気MANMAN!（文化放送。コーナー出演）

### 出演映画
- 修羅の群れ（1984年、東映） - 田上圭 役[143]

### 出演CM
- エフワン（1979年）
- キリンビバレッジ「キリントマトジュース」（小林亜星と共演）
- 朝日オートセンター（1984-1985年）
- メガネトップ（1985年。高島忠夫と共演）
- ヤマト運輸 「ゴルフ宅急便」
- 黄桜（テレビCM） ※江川卓と共演したものが2007年10月11日より放映[153][注 28]